# Sjællands Universitetshospital, Nykøbing F.
Sjællands Universitetshospital, Nykøbing F. tidligere Nykøbing F. Sygehus er et hospital i Nykøbing Falster i Region Sjælland. Hospitalet dækker især Guldborgsund Kommune og er beliggende i den nordlige del af byen ud til Guldborg Sund.
Nykøbing F. Sygehus er et af de fire sygehuse i Region Sjælland som har en Akutafdeling, der er specialiseret i hurtig behandling af akut opståede sygdomme.
Sygehuset tilbyder desuden behandlinger inden for:
- Kirurgi (sygdomme i mave og tarm, galdesten, brok, hæmorider, blindtarmsbetændelse og tarmslyng). Desuden tilbydes ambulante kikkertundersøgelser
- Ortopædkirurgi (hofter, knæ, skuldre, amputationer mv.)
- Medicinsk sygdomme (sygdomme i hjerte, mave, tarm, lever, lunge, hormon- og stofskifte, nyre samt blodprop eller blødning i hjernen og aldersbetingede sygdomme)
- Kvindesygdomme, graviditet og fødsler (fødselshjælp, barselspleje, nakkefolds- og misdannelsesscanning samt sygdomme i underlivet)
- Børne- og ungesygdomme (et tilbud til de 0 - 18-årige med medicinske sygdomme samt nyfødte)
- Arbejds- og socialmedicinske sygdomme (arbejdsrelaterede problemer som eksempelvis stress og fysisk belastning)
- Fysio- og ergoterapi (genoptræning)

På Nykøbing F. Sygehus findes også en øjenklinik, en høreklinik og et øre-, næse-, halsambulatorium, ligesom sygehuset har en Enhed for Tværfagligt Udredning og behandling, hvor patienter får foretaget alle undersøgelser efter princippet "samme dag under samme tag".
Sygehuset har også et tilbud til patienter, der hyppigt mister balancen og falder, samt et tilbud til kvinder fra hele Region Sjælland med vandladningsproblemer.
Derudover er det ene af regionens to voldtægtscentre placeret på Nykøbing F. Sygehus, der tillige er omdrejningspunktet for de to store projekter "Lolland-Falster-Undersøgelsen" og "Broen til Bedre Sundhed".
På Nykøbing F. Sygehus er forskning prioriteret højt på tværs af alle afdelinger. Forskningen foregår i samarbejde med andre forskningsinstitutioner i Danmark og forskere fra både ind- og udland.
Sygehuset er desuden et stort uddannelsessted for mange forskellige faggrupper. Fra læge- og sygeplejerskestuderende til social- og sundhedsassistenter, bioanalytikere, fysio- og ergoterapeuter, radiografer, lægesekretærer, reddere, serviceassistenter m.fl.
I foråret 2013 kom det frem, at sygehuset skal udvides for 228 mio. kr. Udvidelsen skal især gøre det til et bedre akutsygehus, og der skal bygges en intensivafdeling. En del af pengene skal også bruges på at renovere de eksisterende bygninger.

## Afdelinger
Sygehuset afdelinger inkluderer:
- Akut (herunder skadestue)
- Anæstesiologi
- Børne- og ungdomsafdeling
- Fysio- og ergoterapi
- Geriatri
- Gynækologi herunder fødegang
- Intern Medicinsk afd. med Endokrinologi, Kardiologi, Gastroenterologi og Lungemedicinsk speciale
- Hjerteambulatorium og kardiologisk undersøgelser
- Radiologisk afdeling
- Sårambulatorium

## Fremtidens sygehus
Alle eksisterende behandlingstilbud fortsætter på Nykøbing F. Sygehus efter 2022.
Sygehuset skal moderniseres med en helt ny tilbygning. Byggearbejdet starter i 2016 og er klar til brug i 2018. Bygningen kommer blandt andet til at indeholde et intensivafsnit, et akut observationsafsnit og en sengeafdeling til patienter med hjertesygdomme.

## Drab i 2015
Den 28. februar 2015 blev Christina Aistrup Hansen, der var sygeplejerske på sygehuset, sigtet for mordet på tre patienter under en nattevagt. Sygeplejersken blev efterfølgende fremstillet i grundlovsforhør bag dobbelt lukkede døre, og blev mentalundersøgt. Hun blev varetægtsfængslet ved Retten i Nykøbing Falster, og det blev senere forlænget af Østre Landsret. I juni 2016 blev Hansen idømt livstid for tre drab og et drabsforsøg.
Ifølge lokale har sygehuset et dårligt ry, og drabene har forværret dette.